# Ferdinando Barbieri
Ferdinando »Nando« Barbieri, italijanski dirkač, * 29. avgust 1907, Genova, Italija, † 8. oktober 1997, Genova, Italija .
Ferdinando Barbieri se je rodil 29. avgusta 1907 v Genovi. V mestu je bila navada, da je skupina dirkaških zanesenjakov kupovala dirkalnike, s katerimi so dirkali mladi in nadarjeni dirkači. Tako je gospod Capredoni ali Capreolini leta 1933 mlademu Barbieriju kupil 1,1L dirkalnik Maserati 4CM, s katerim je uspešno dirkal na manjših dirkah, kar mu je za sezono 1934 prineslo mesto v moštvu Scuderia Ferrari. Zablestel je že na drugi dirki v novem moštvu z drugim mestom na dirki Targa Florio z dirkalnikom Alfa Romeo Monza, zmagal pa je moštveni kolega Achille Varzi z novejšim dirkalnikom Alfa Romeo P3. Enak rezultat je dosegel tudi na dirki Targa Abruzzi, kjer je dirkal skupaj z Mariem Tadinijem. V sezoni 1935 je kot privatnik z dirkalnikom Maserati 8CM dosegel tretje mesto na dirki Targa Florio, premagala sta ga le Ferrarijeva dirkača Antonio Brivio in znameniti Louis Chiron. V sezoni 1936, v kateri je zabeležil veliko število odstopov, je edini dober rezultat dosegel na dirki Coppa Edda Ciano v razredu Voiturette, ko je bil z dirkalnikom Maserati 6C tretji. Po dirki Mille Miglia v sezoni 1938, na kateri je bil z dirkalnikom Fiat 1100MM le štiriindvajseti, se je upokojil kot dirkač. Umrl je leta 1997 v rojstni Genovi. 